# Melanolophia
Melanolophia är ett släkte av fjärilar. Melanolophia ingår i familjen mätare.

## Bildgalleri

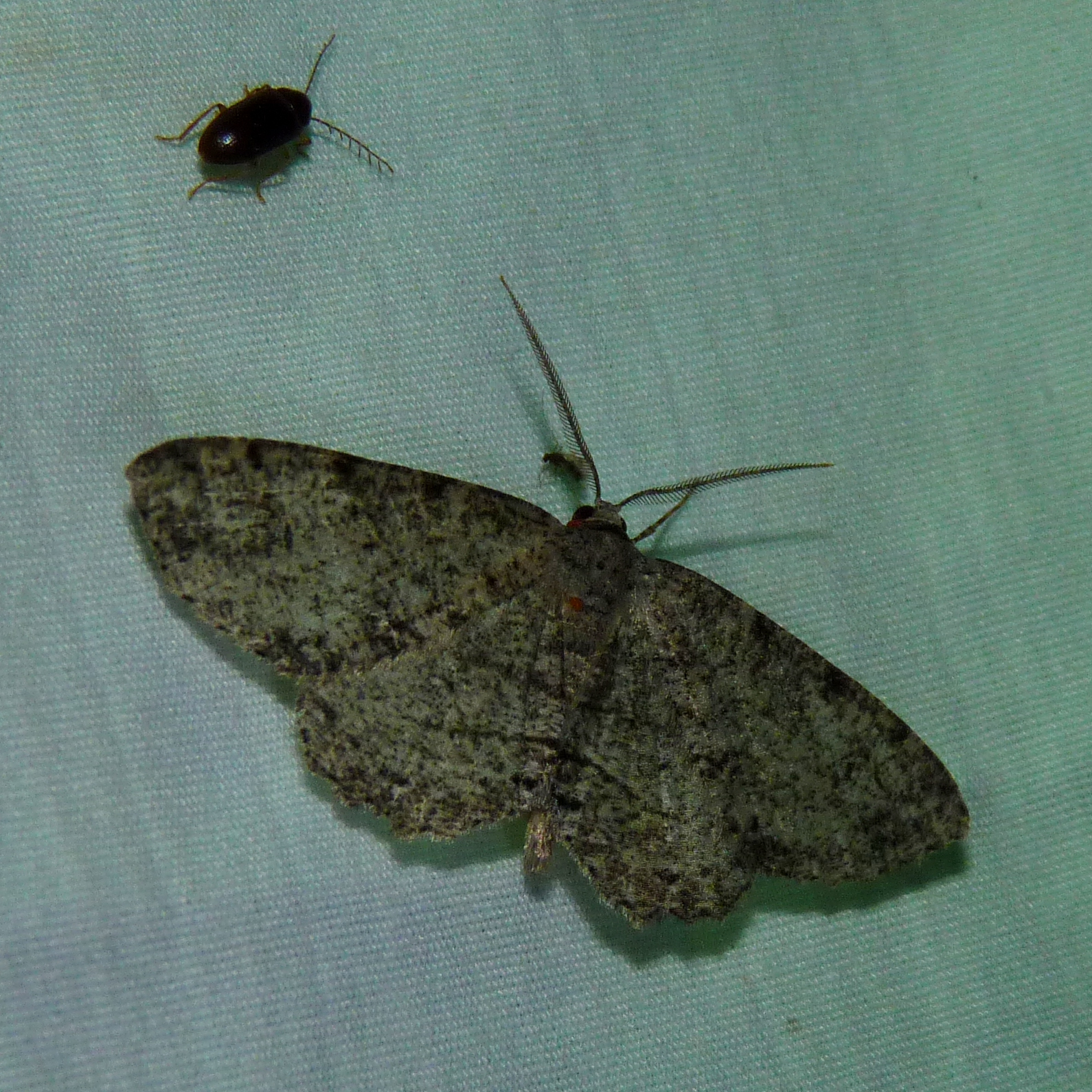
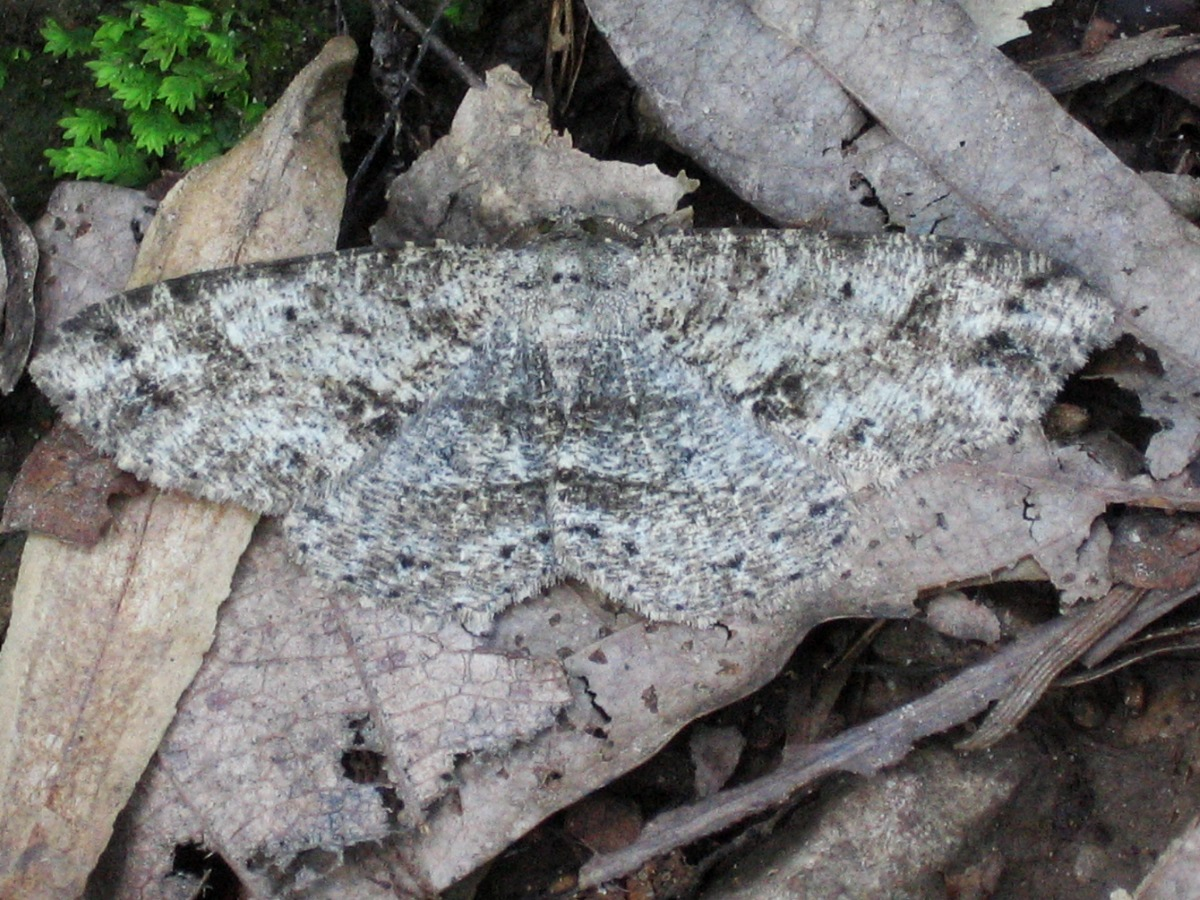
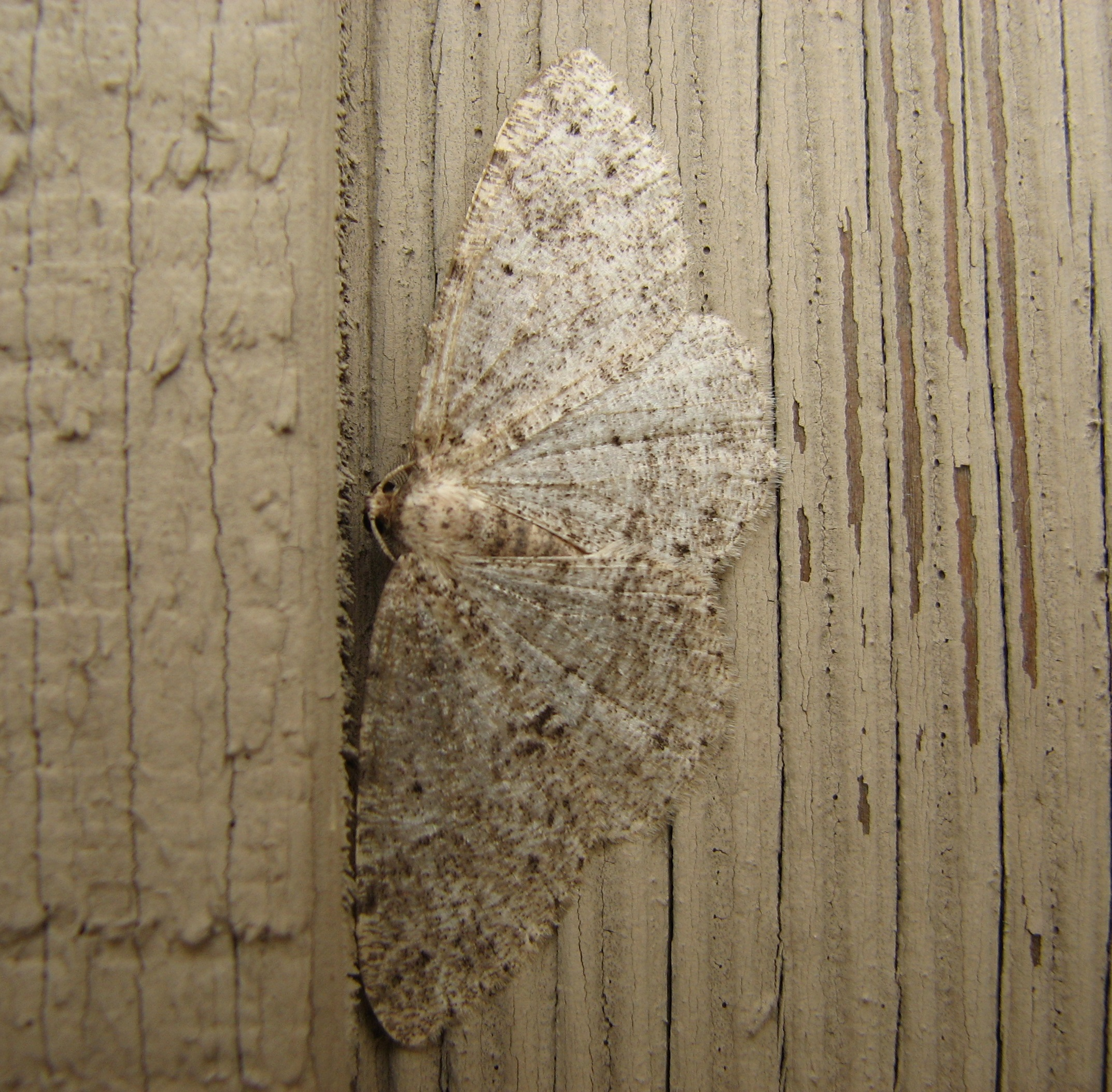
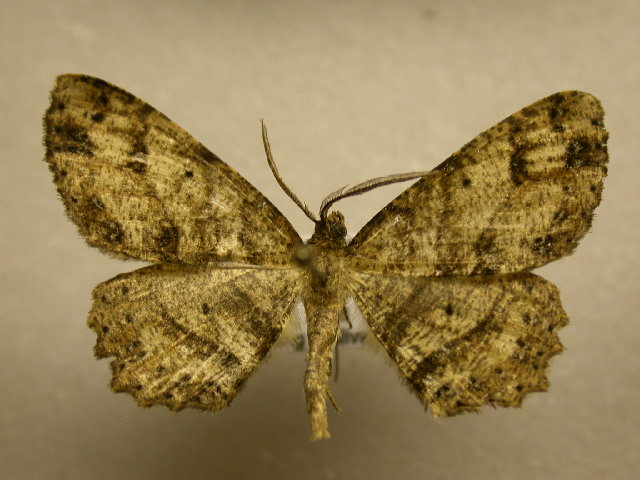
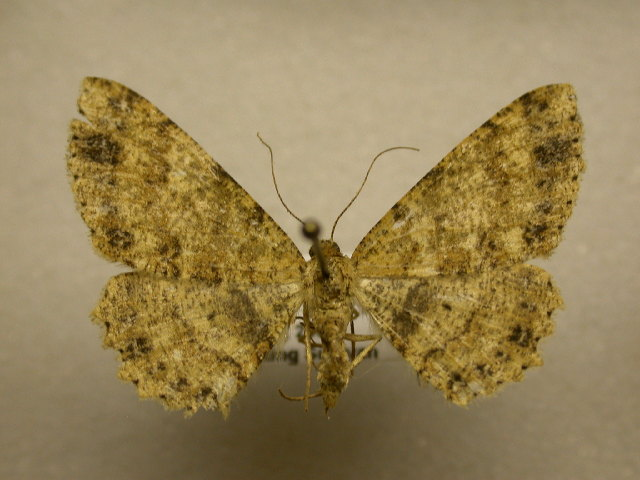
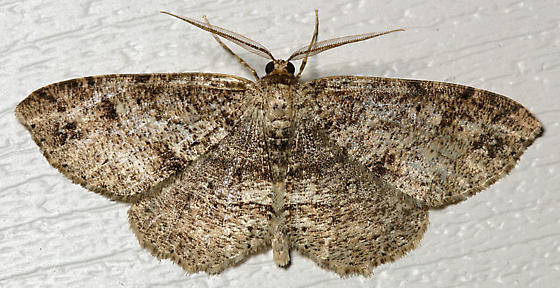

## Dottertaxa tillMelanolophia, i alfabetisk ordning[1]
- Melanolophia accurata
- Melanolophia agnataria
- Melanolophia apicalis
- Melanolophia argilaria
- Melanolophia atigrada
- Melanolophia atrifascia
- Melanolophia attenuata
- Melanolophia azenioides
- Melanolophia barbara
- Melanolophia borea
- Melanolophia bostar
- Melanolophia bugnathos
- Melanolophia cana
- Melanolophia canadaria
- Melanolophia carbonata
- Melanolophia centosa
- Melanolophia centralis
- Melanolophia choctawae
- Melanolophia commaculata
- Melanolophia commotaria
- Melanolophia conara
- Melanolophia consimilaria
- Melanolophia conspicua
- Melanolophia conta
- Melanolophia contracta
- Melanolophia corza
- Melanolophia crama
- Melanolophia defimaria
- Melanolophia delinquaria
- Melanolophia detectaria
- Melanolophia dextera
- Melanolophia digna
- Melanolophia directilinea
- Melanolophia dislocata
- Melanolophia distracta
- Melanolophia divergens
- Melanolophia ejectaria
- Melanolophia elaphra
- Melanolophia elegia
- Melanolophia elongata
- Melanolophia eucheria
- Melanolophia eudoxa
- Melanolophia fasciata
- Melanolophia fimbriata
- Melanolophia flaviceps
- Melanolophia flexilinea
- Melanolophia fragosa
- Melanolophia fugitaria
- Melanolophia gnamptographa
- Melanolophia homofascia
- Melanolophia humidaria
- Melanolophia hyberniaria
- Melanolophia imitata
- Melanolophia immarcata
- Melanolophia imperfectaria
- Melanolophia inatrata
- Melanolophia intervallata
- Melanolophia isoforma
- Melanolophia isometra
- Melanolophia lalanneae
- Melanolophia limbata
- Melanolophia limosa
- Melanolophia madefactaria
- Melanolophia mallea
- Melanolophia meridiana
- Melanolophia minca
- Melanolophia misma
- Melanolophia modesta
- Melanolophia modica
- Melanolophia moinieri
- Melanolophia mucosa
- Melanolophia munda
- Melanolophia muscitincta
- Melanolophia mutabilis
- Melanolophia nebularia
- Melanolophia olivescens
- Melanolophia ordinata
- Melanolophia orthoconara
- Melanolophia orthotis
- Melanolophia paraconara
- Melanolophia parma
- Melanolophia patularia
- Melanolophia penicilla
- Melanolophia perversa
- Melanolophia piura
- Melanolophia praeapicata
- Melanolophia producta
- Melanolophia pseudovallata
- Melanolophia rectilinearia
- Melanolophia reducta
- Melanolophia reductaria
- Melanolophia rima
- Melanolophia rindgei
- Melanolophia rubrica
- Melanolophia rufimontis
- Melanolophia sadrina
- Melanolophia sadrinaria
- Melanolophia semarcata
- Melanolophia signitaria
- Melanolophia simpla
- Melanolophia solida
- Melanolophia spatiosata
- Melanolophia striata
- Melanolophia subatrata
- Melanolophia subcrinita
- Melanolophia subgenericata
- Melanolophia substriata
- Melanolophia synargilaria
- Melanolophia tenebrosa
- Melanolophia tephrias
- Melanolophia timucuae
- Melanolophia triloba
- Melanolophia trisurca
- Melanolophia umbrosa
- Melanolophia vegranda
- Melanolophia venatia
- Melanolophia venedictoffae
- Melanolophia viriditincta
- Melanolophia vitta
- Melanolophia vulsa
- Melanolophia zorca